# Костянтинівський завод «Автоскло»
Костянтинівський завод «Автоскло» імені Бондарева — найбільший скляний завод в Україні, розташований у місті Костянтинівка, Донецької області. Побудований 1899 року бельгійською компанією «Анонімне товариство дзеркальних заводів». Після розвалу СРСР та припинення військових замовлень завод «Автоскло»  у 1996 року було визнано банкрутом і протягом наступних років знесено. У вересні 2000 року на основі трьох цехів ВО «Автоскло» було створено державне підприємство «Спецтехскло».

## Історія

### Період 1899—1996 років
1899 року в Костянтинівці бельгійською компанією Анонімне товариство дзеркальних заводів, основний капітал якого становив 12 млн бельгійських франків, було збудовано скляне виробництво, що отримало назву «Дзеркальний завод». Спочатку підприємство випускало поліроване скло, дзеркала і листовий будівельний матеріал з кольорового глухого скла — марбліта, але за короткий період часу завод розширив асортимент продукції, що випускається, до 260 найменувань.
Після подій 1917 року завод був націоналізований радянською владою.
У 1934 році завод отримав нову назву — «Автоскло». Цього ж року на заводі винайшли новий високоміцний сорт скла — сталініт.
З 1937 до 1947 року начальником цеху, головним інженером і нарешті директором заводу був Серафим Максимович Бреховських, під керівництвом якого було здійснено низку проривів у скляній і силікатній промисловості; створено низку нових матеріалів з унікальними властивостями.
У 1937 році на заводі, за спеціальним новим рецептом «селеновий рубін» скловара Никанора Курочкіна, було зварено 500 м² рубінового скла (товщиною 4—6 мм) для всіх п'яти зірок московського кремля. Варка закінчилася 20 вересня 1937 року.
На час Другої Світової війни завод евакуювали в м. Сухий Лог, 1943 року під час реевакуації промисловості його відновили і він дав першу продукцію.
У 1945 році робітники заводу «Автоскло», виконуючи екстрене замовлення для фронту, виготовили 200 потужних відбивачів для прожекторів, які були використані під час штурму Зеєловських висот під час бойової операції зі взяття Берліна.
У 1958 році завод був нагороджений орденом Трудового Червоного Прапора.
У 1959—1961 роках у результаті спільних робіт заводу «Автоскло» і Хіміко-технологічного інституту ім. Менделєєва з відходів металургійного виробництва (доменних шлаків) з додаванням звичайного піску було отримано новий будматеріал — ситалл, що має легкість, міцність і довговічність.
У 1962 році на базі заводу «Автоскло» створено науково-дослідний інститут.
До початку 1980-х років завод випускав понад 200 видів продукції для різних галузей економіки, зокрема вітринне скло, листовий шлакоситал та ілюмінатори.

### Після 1996 року
Після розвалу СРСР та припинення військових замовлень завод «Автоскло» . 1996 року було визнано банкрутом і протягом наступних років знесено.
У вересні 2000 року на основі трьох цехів ВО «Автоскло» (21-й, що виробляє сталініт, 26-й — авіаційний і 19-й — дзеркальний), було створено державне підприємство «Спецтехскло». Підприємство було включено до складу державної корпорації «Укрбудматеріали».

## Галерея

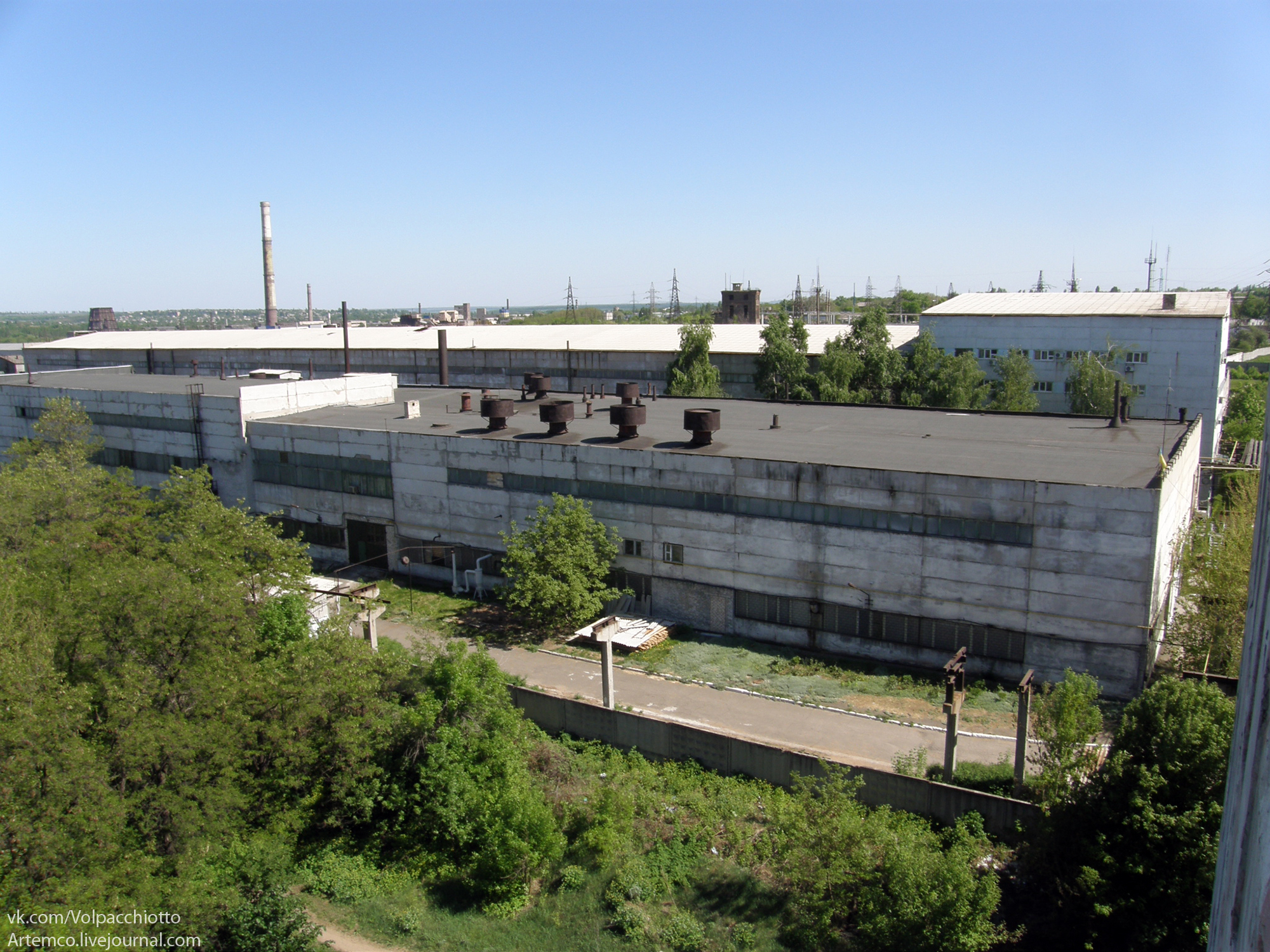
цехи підприємства «Кварсит»
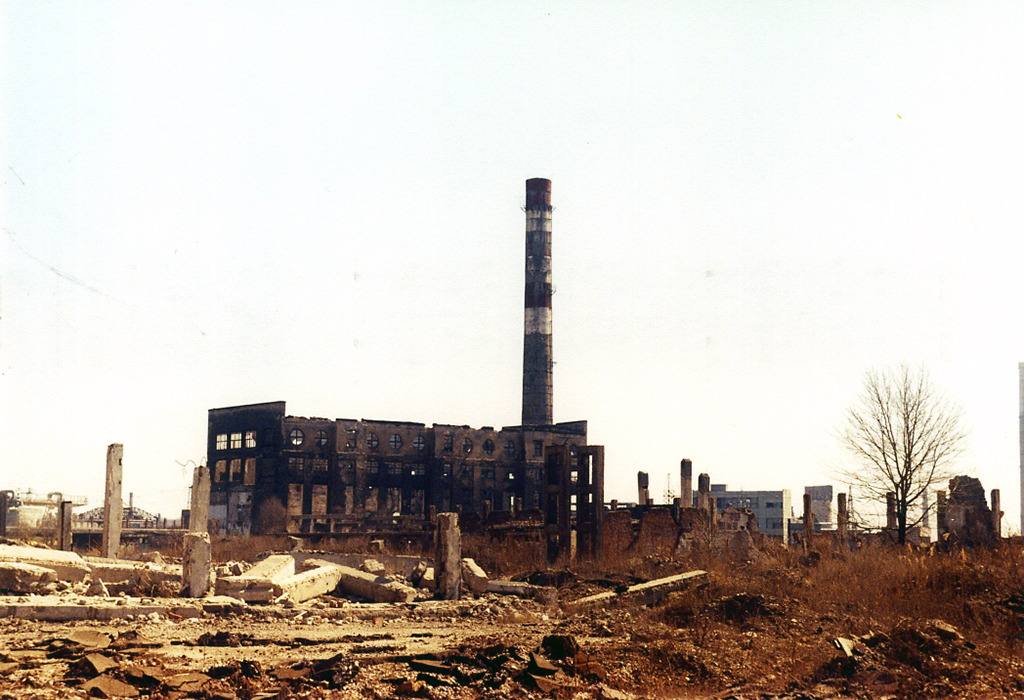
руїни, 2007
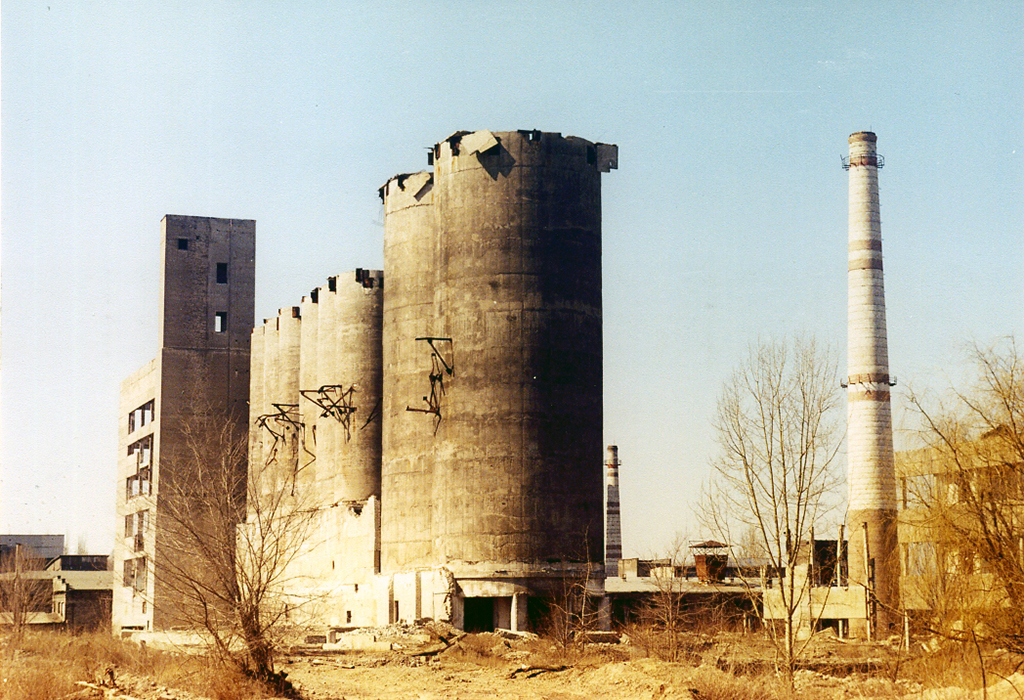
силоси, 2007
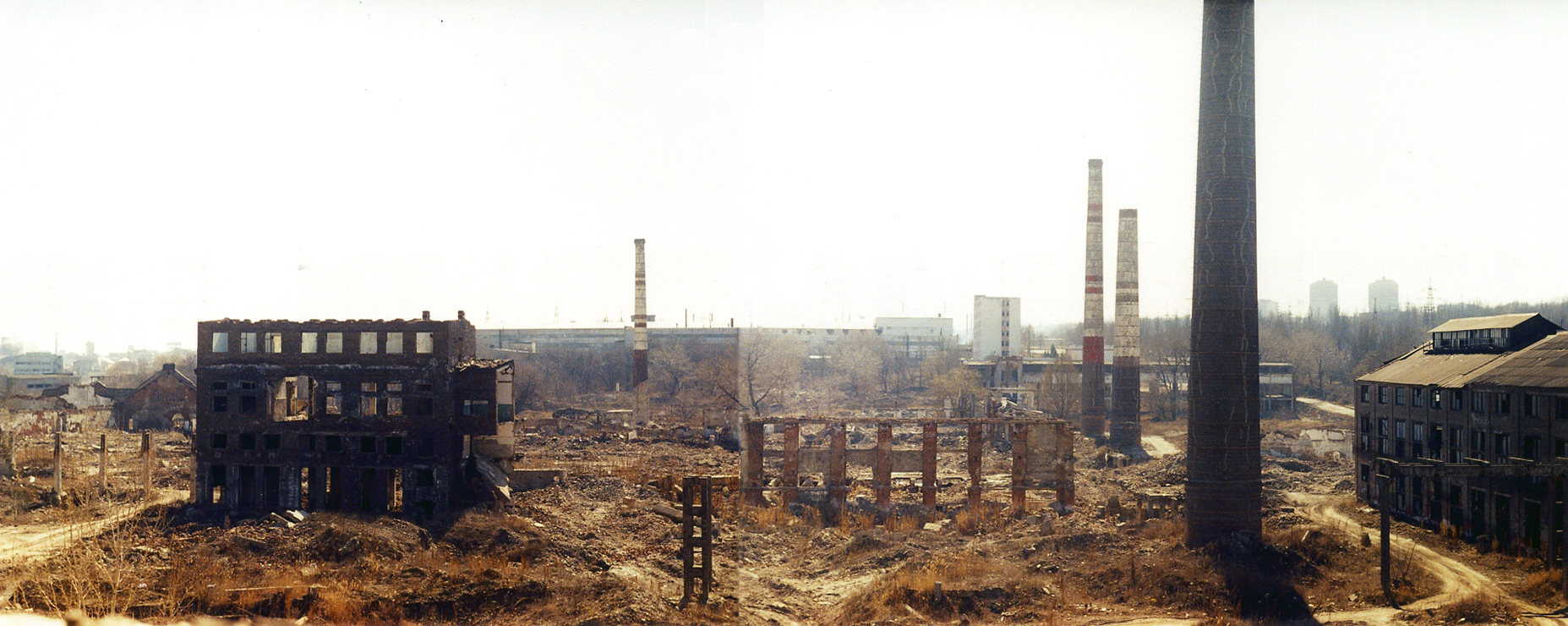
панорама руїн, 2007
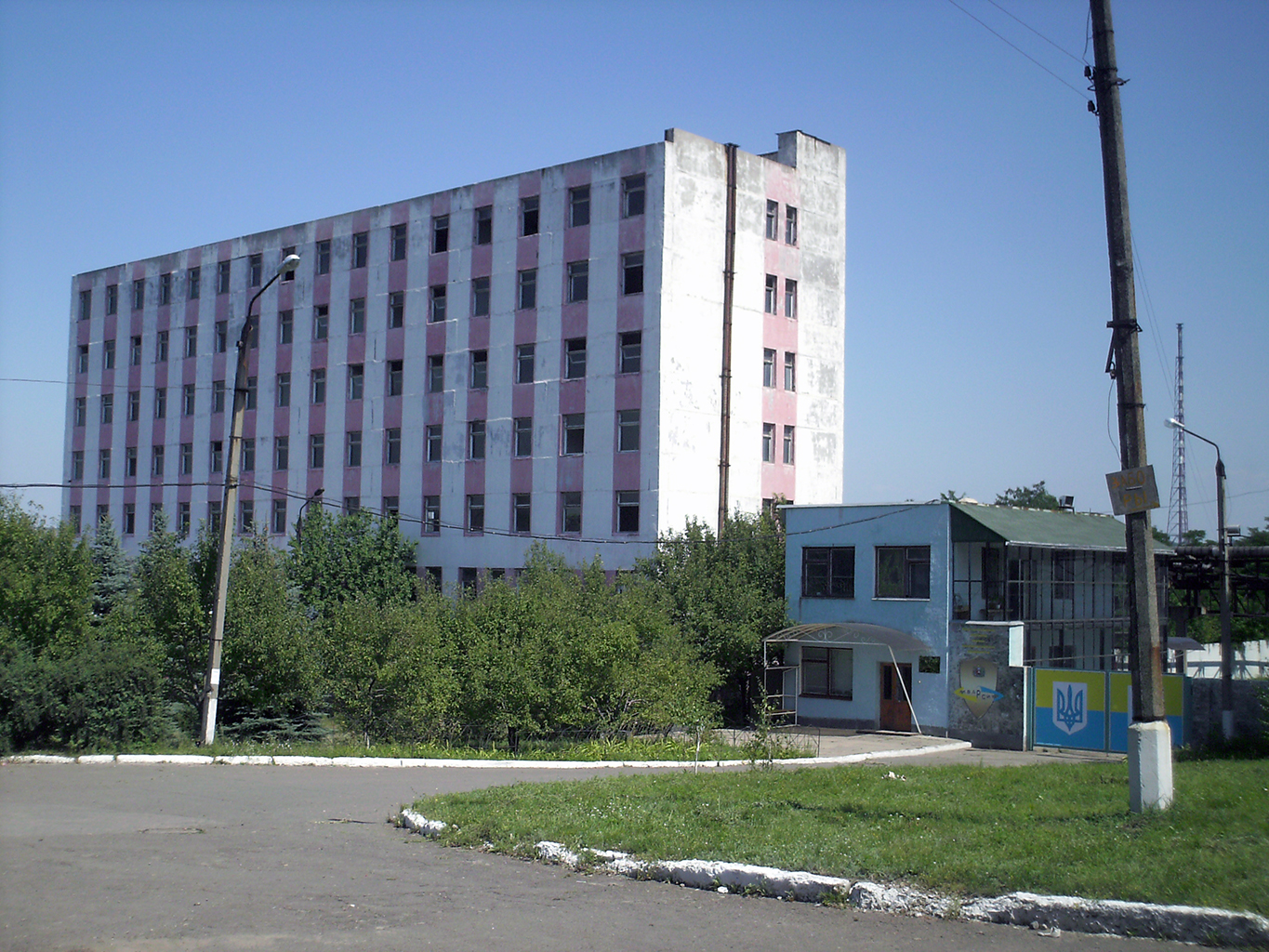
інженерний корпус, 2008
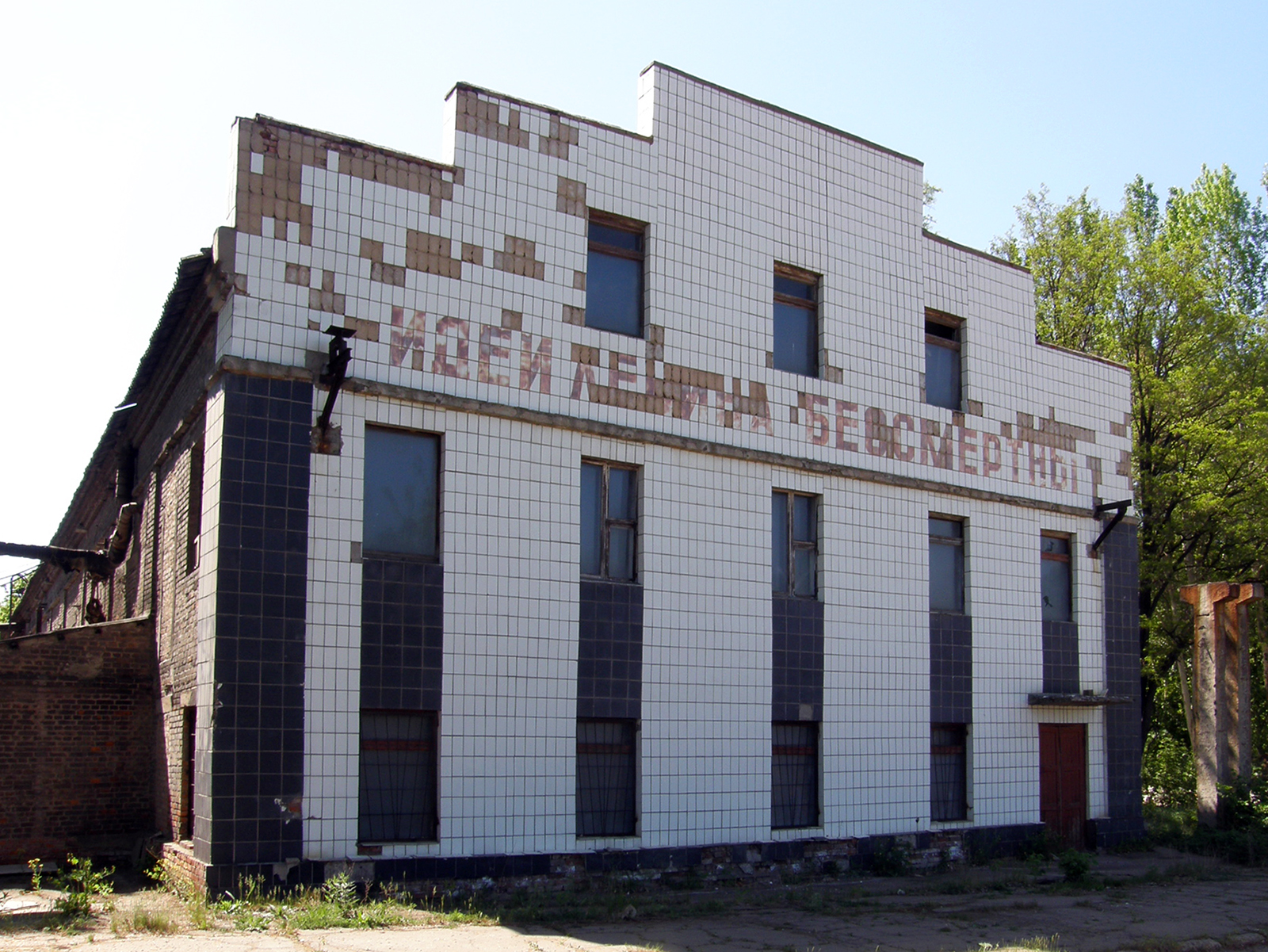
руїни з написом «идеи Ленина бессмертны», 2013
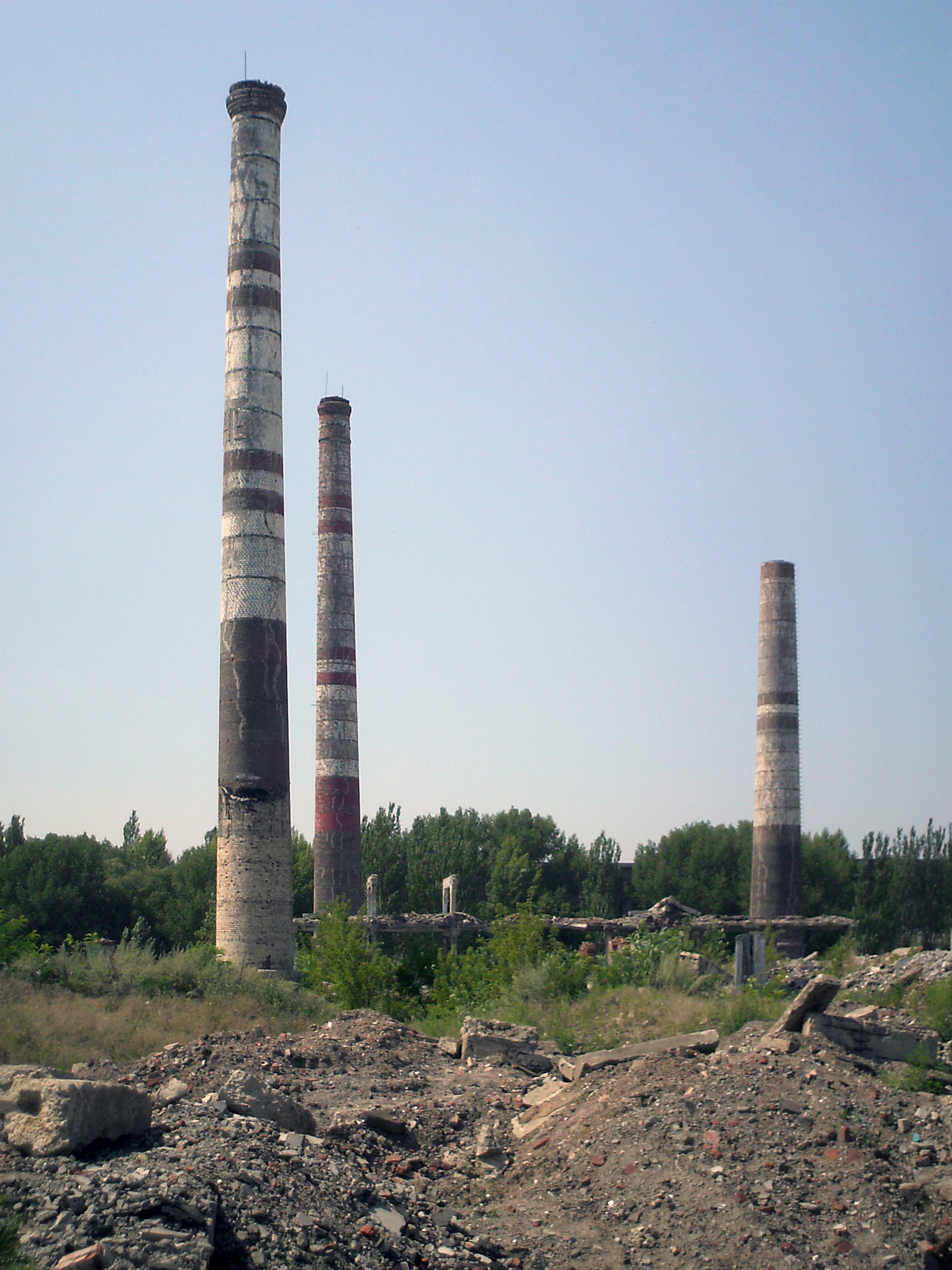
димарі, 2008
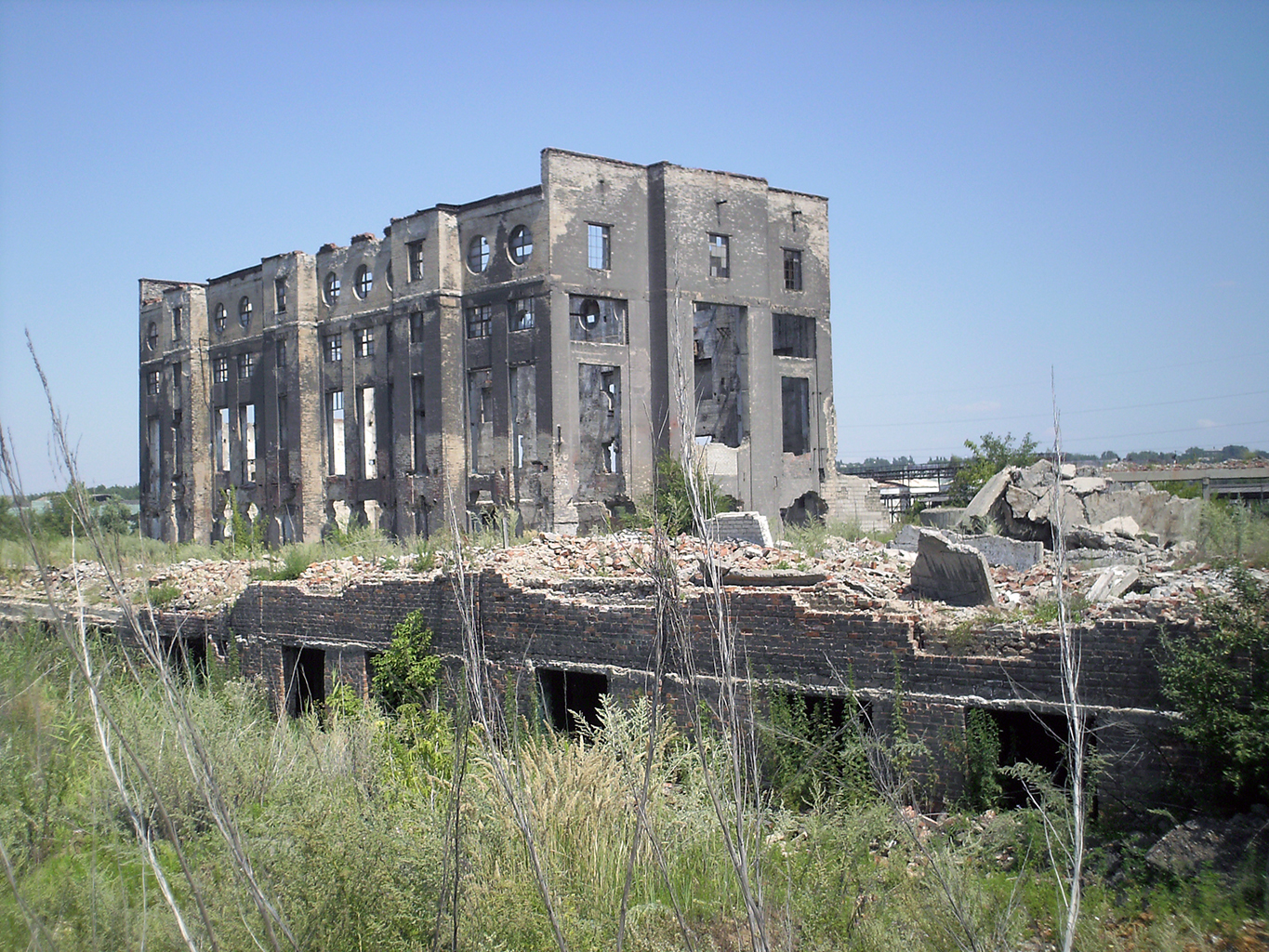
руїни, 2008
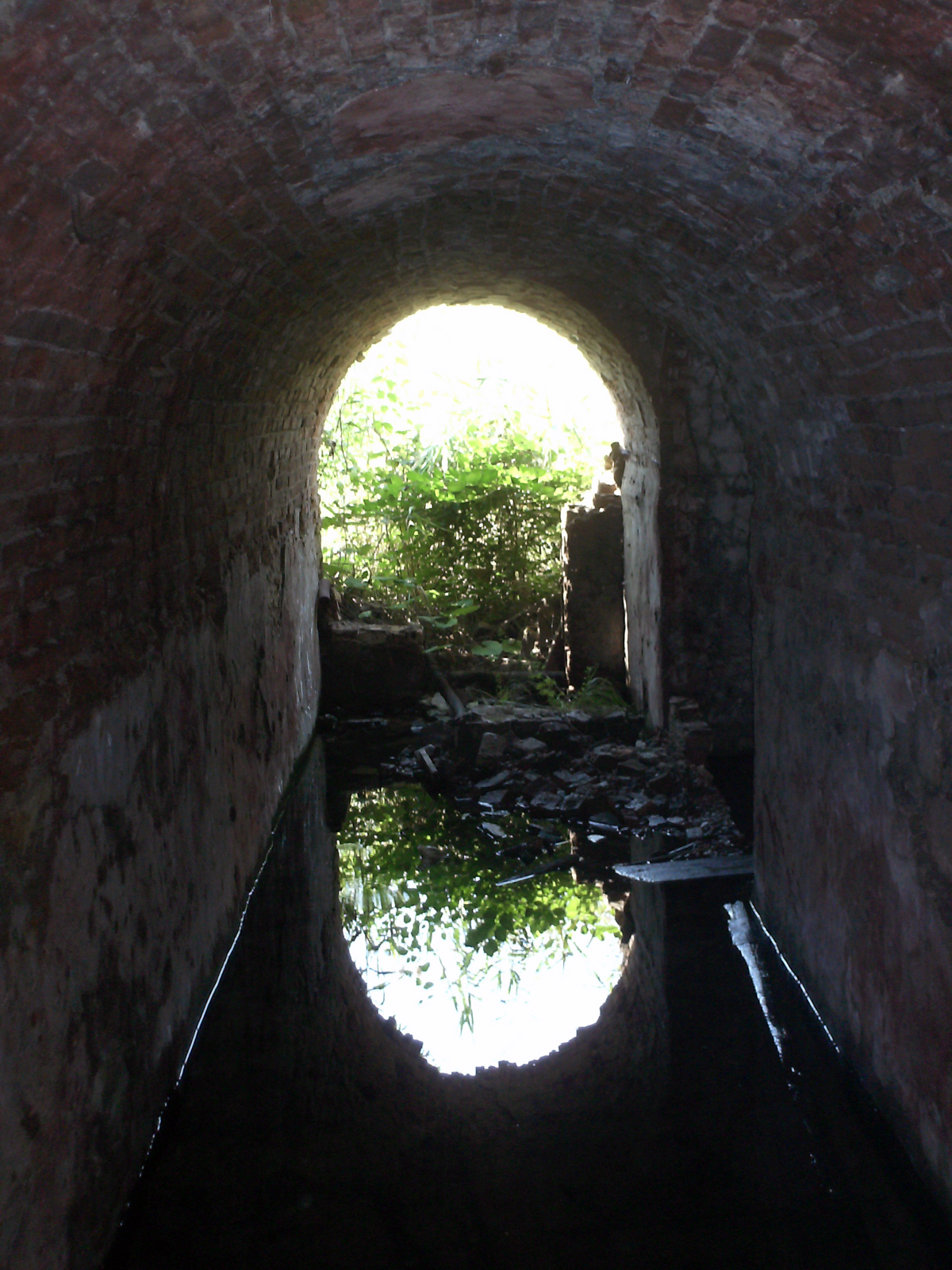
підземелля, 2008
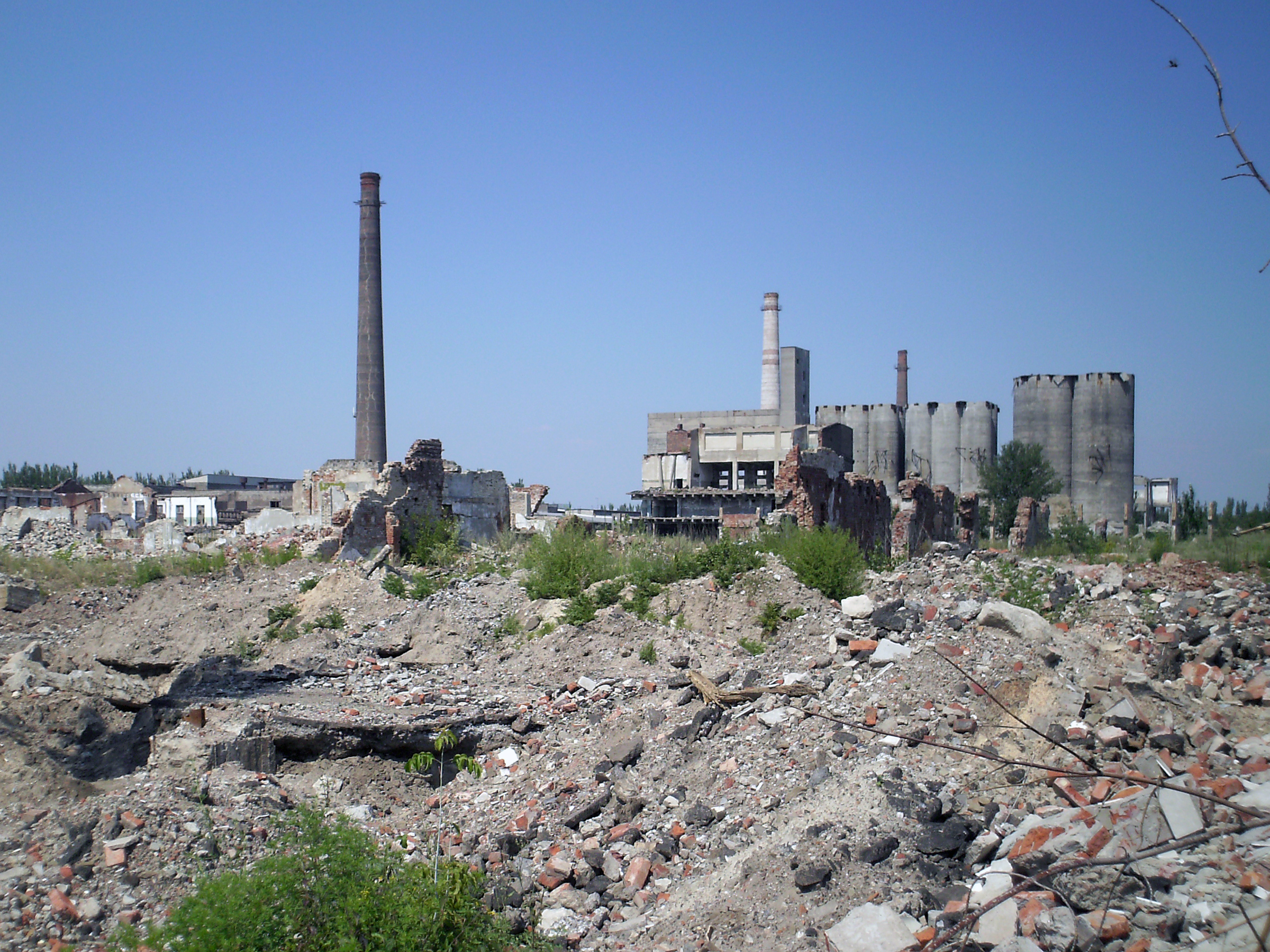
руїни, 2008
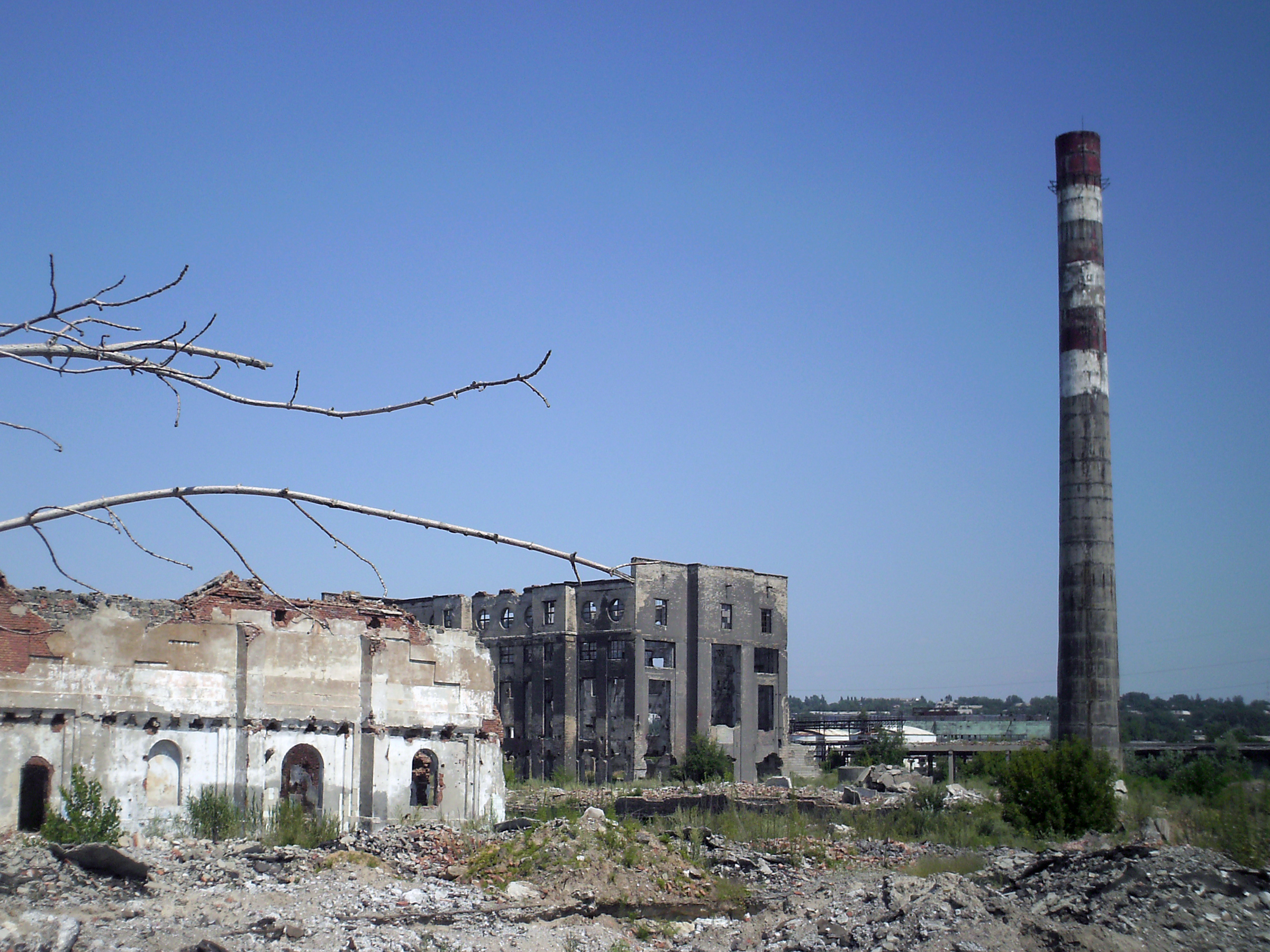
руїни, 2008
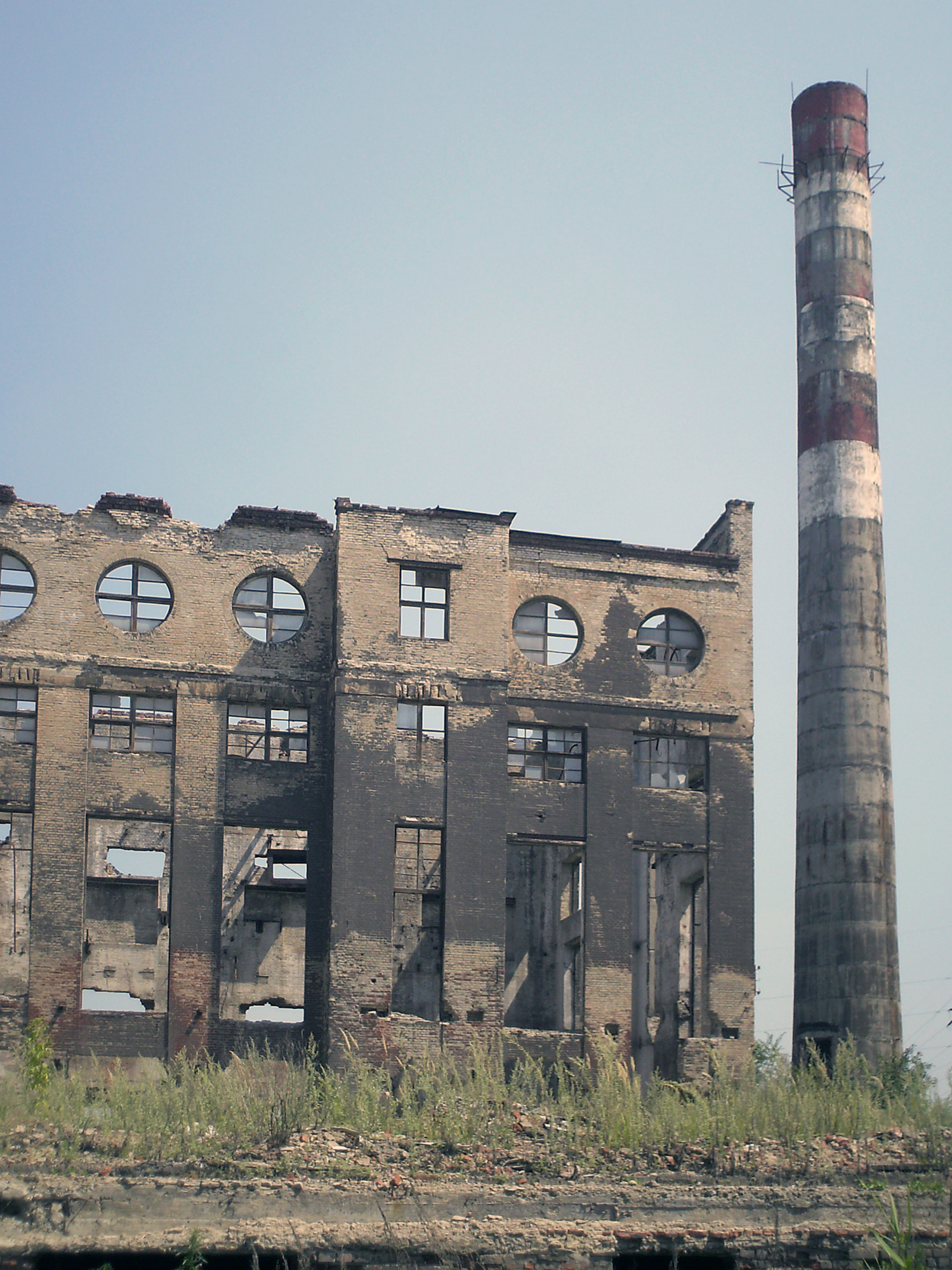
руїни, 2008
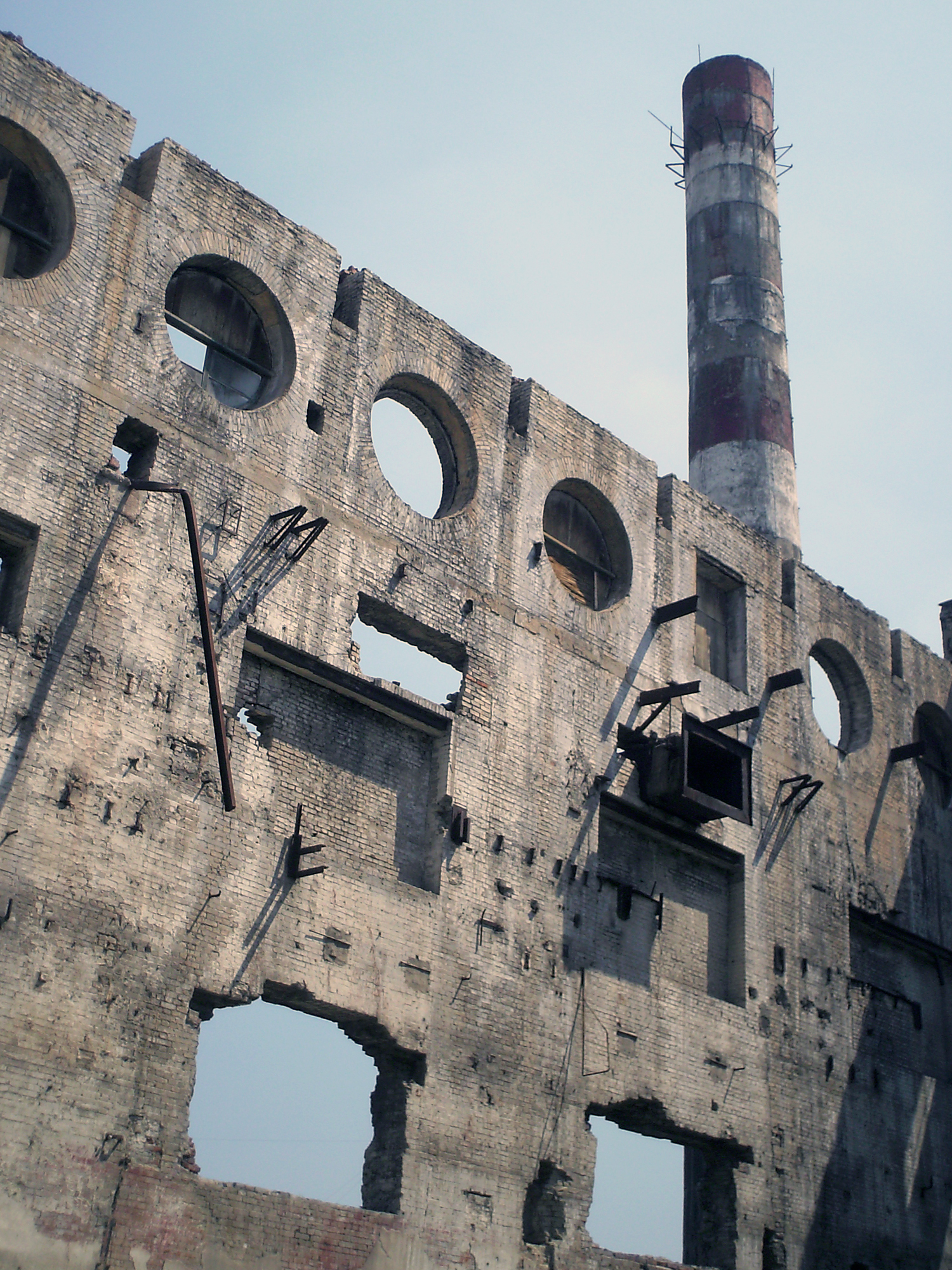
руїни, 2008
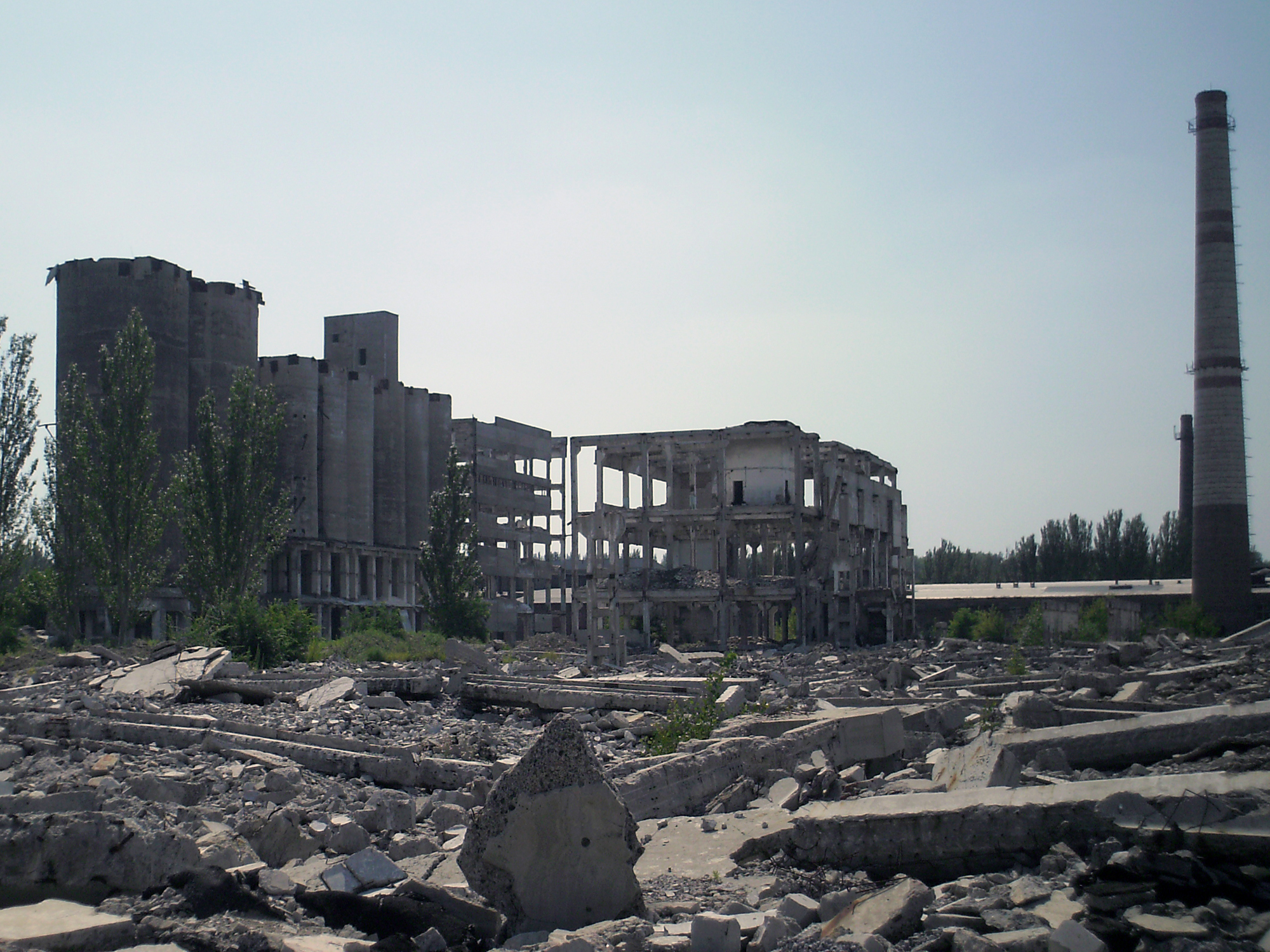
руїни, 2008
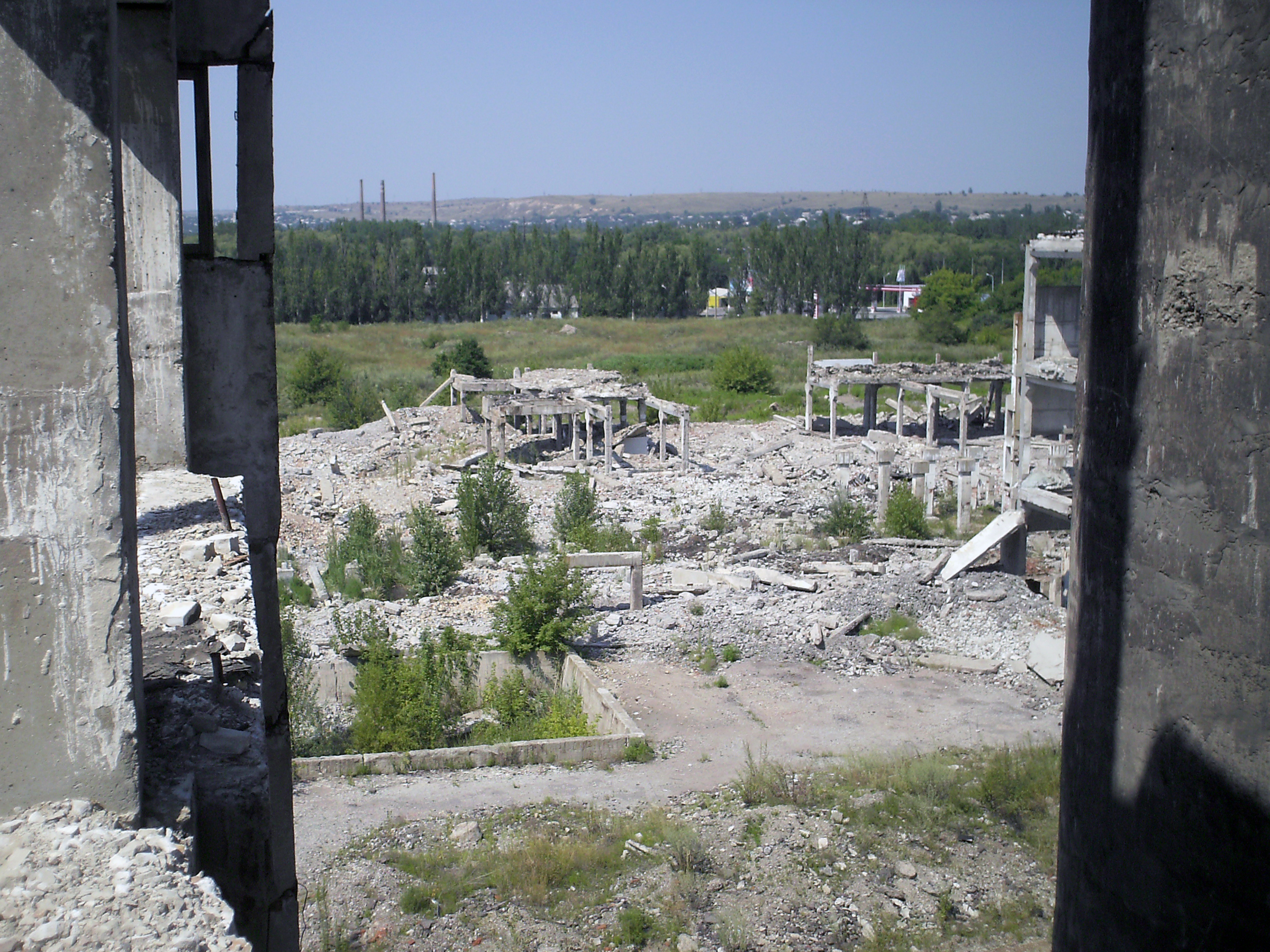
руїни, 2008
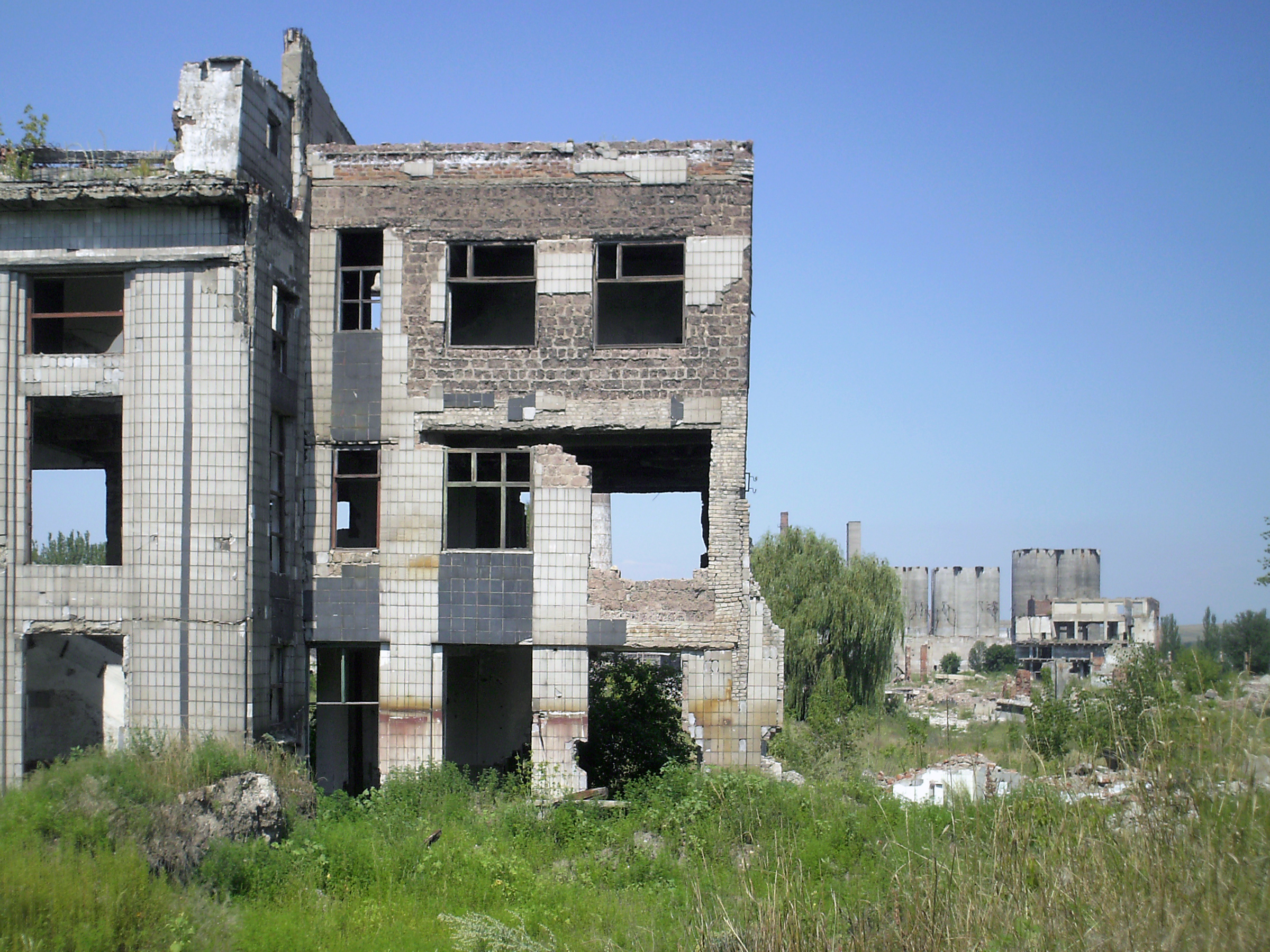
руїни, 2008
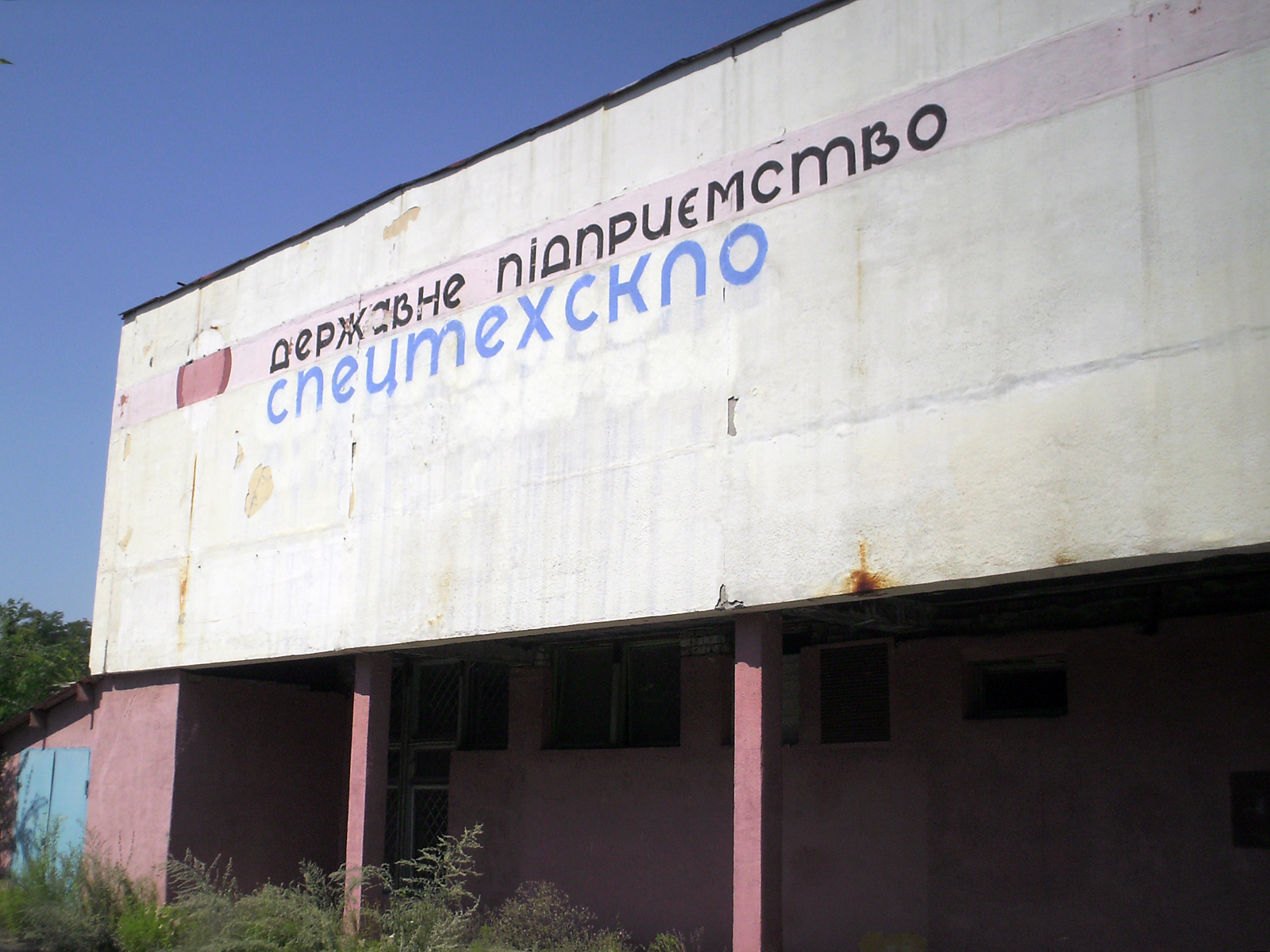
державне підприємство «Спецтехскло», 2008
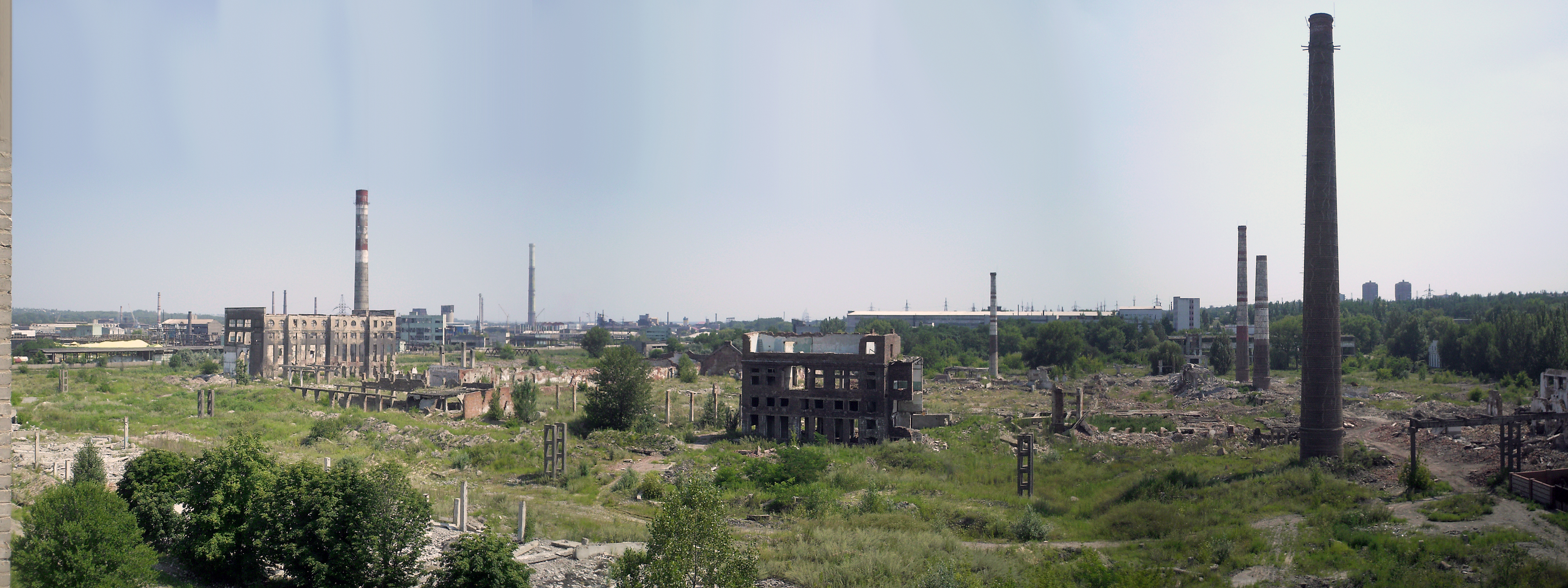
панорама руїн, 2009
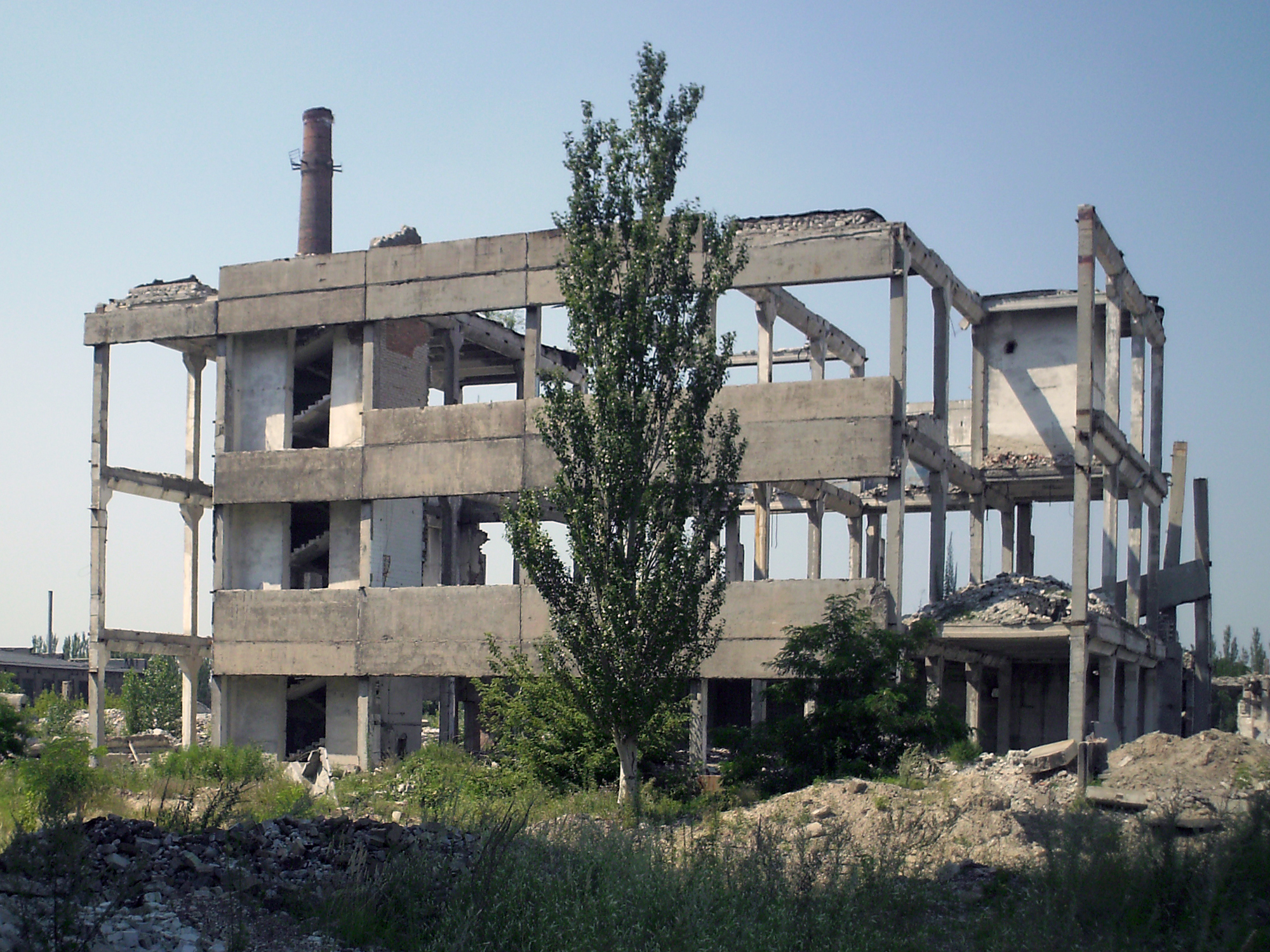
руїни, 2008
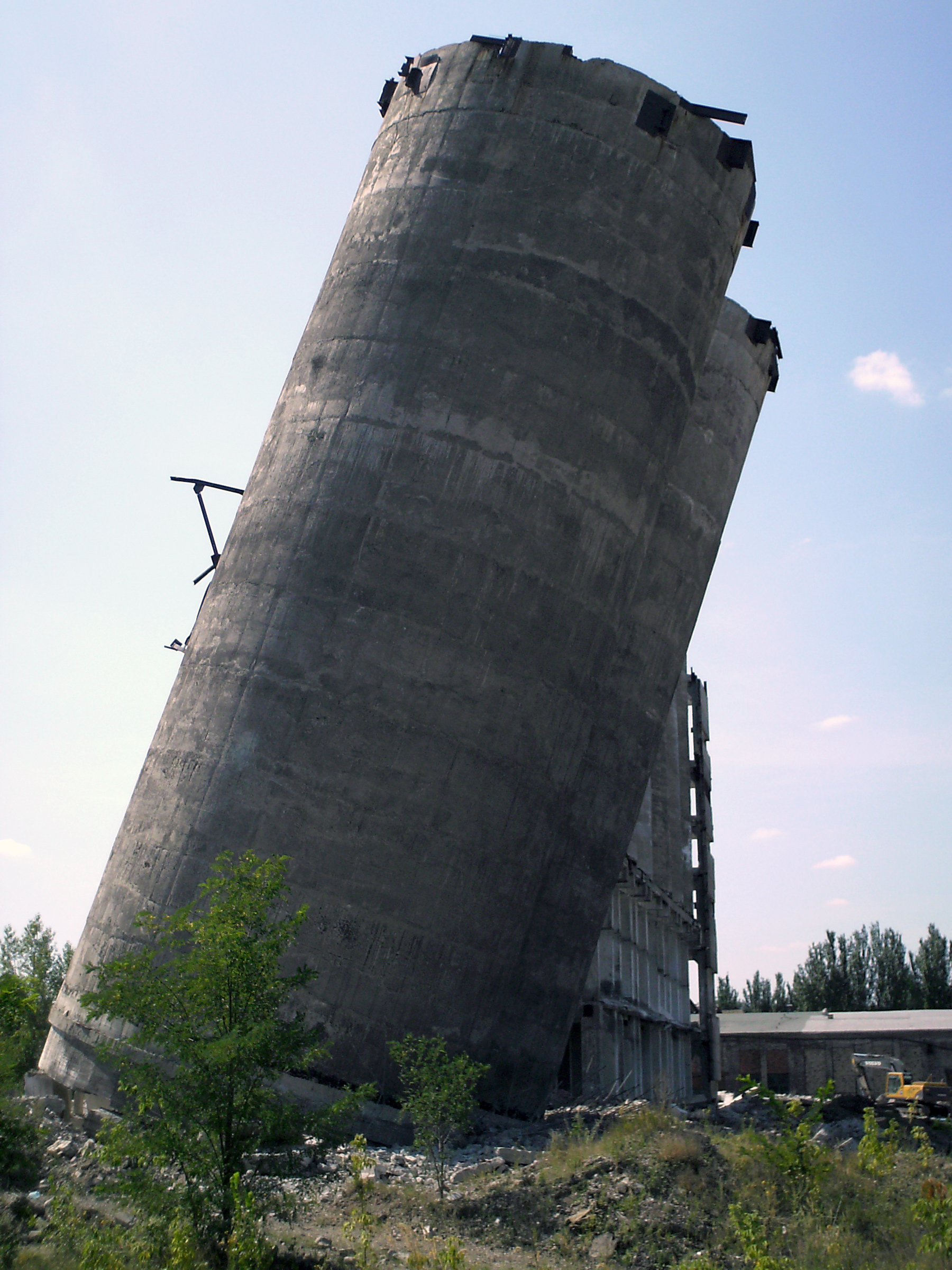
демонтаж силосів, 2009
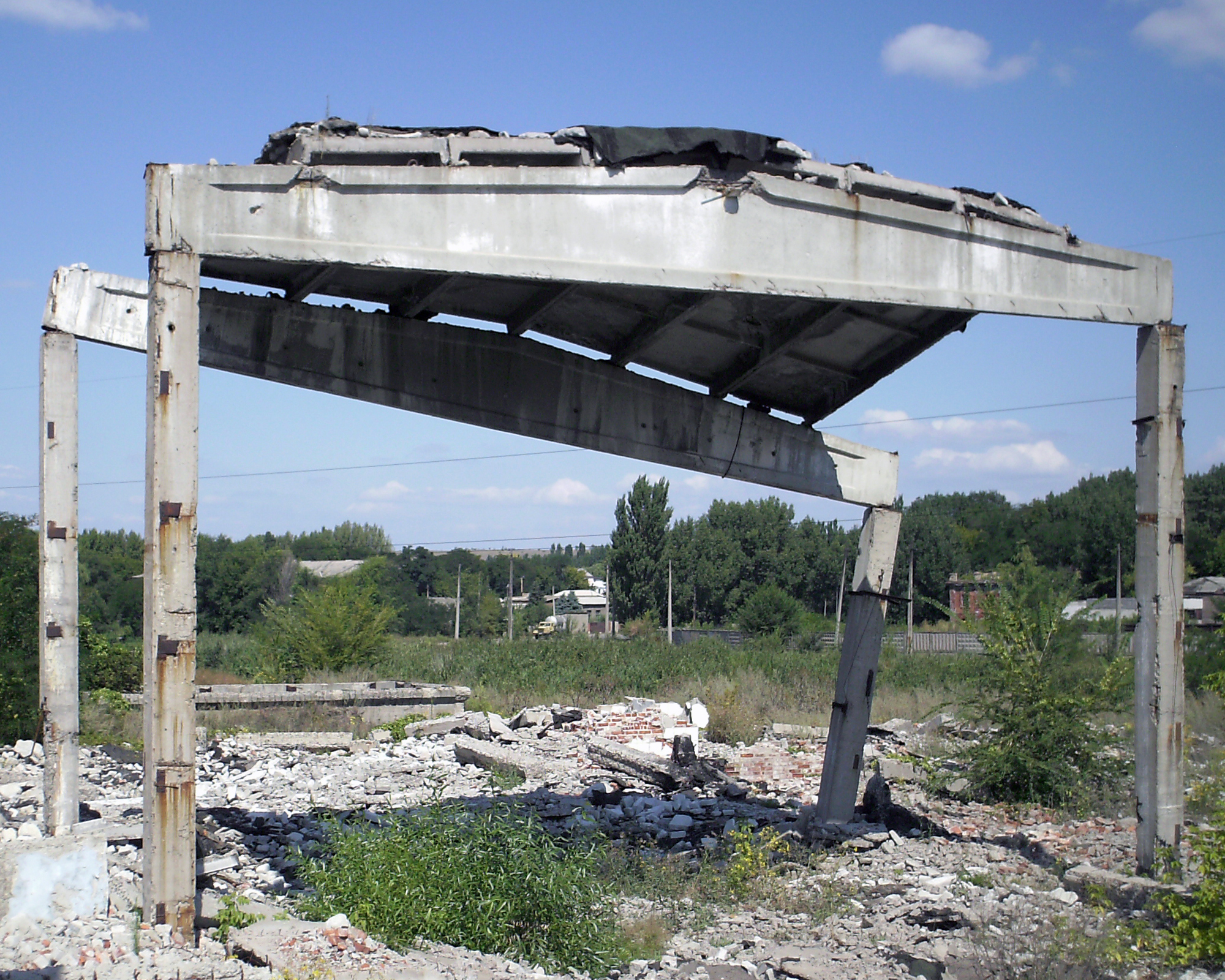
демонтаж, 2009
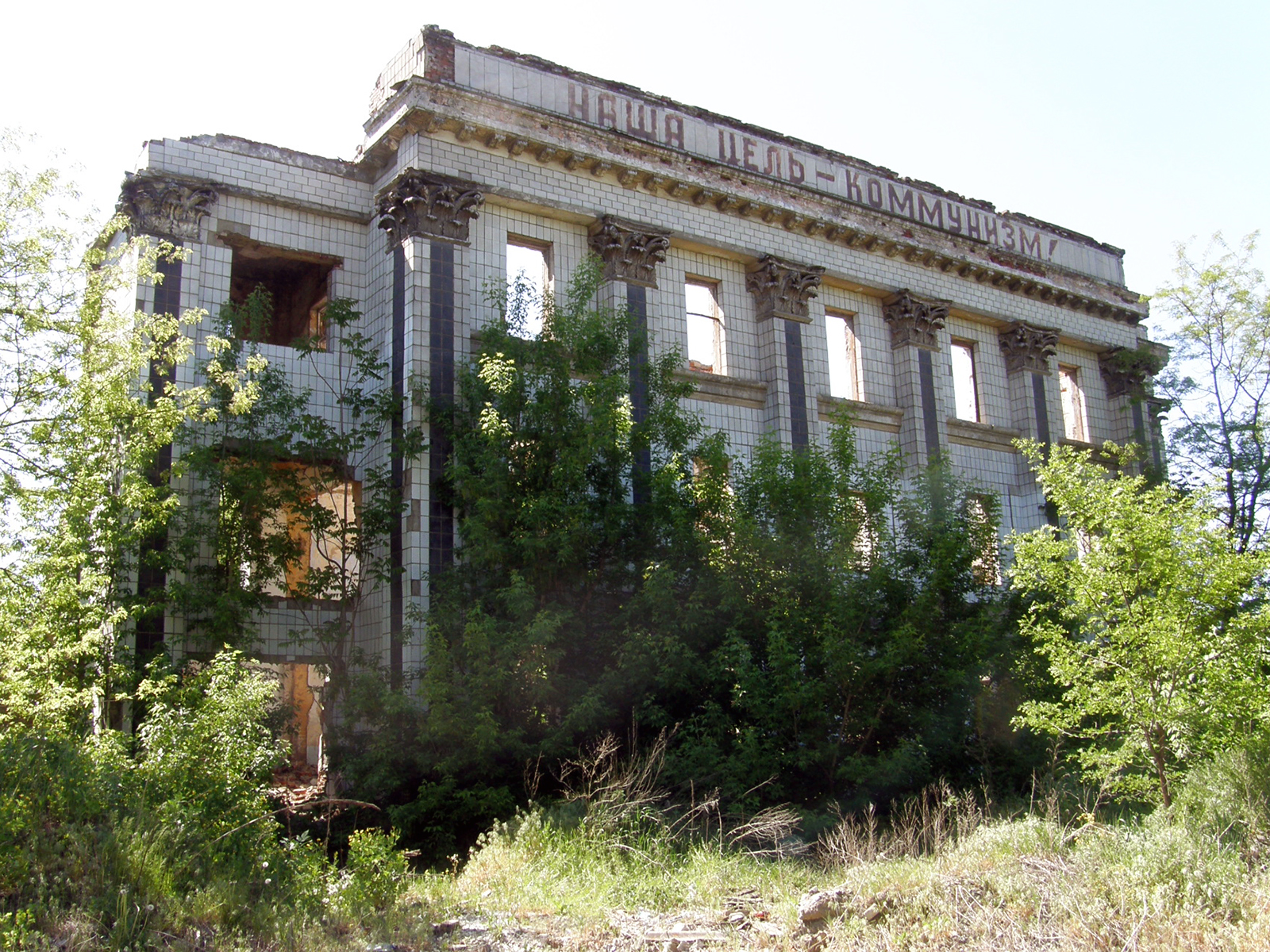
руїни з написом «наша цель – коммунизм», 2013
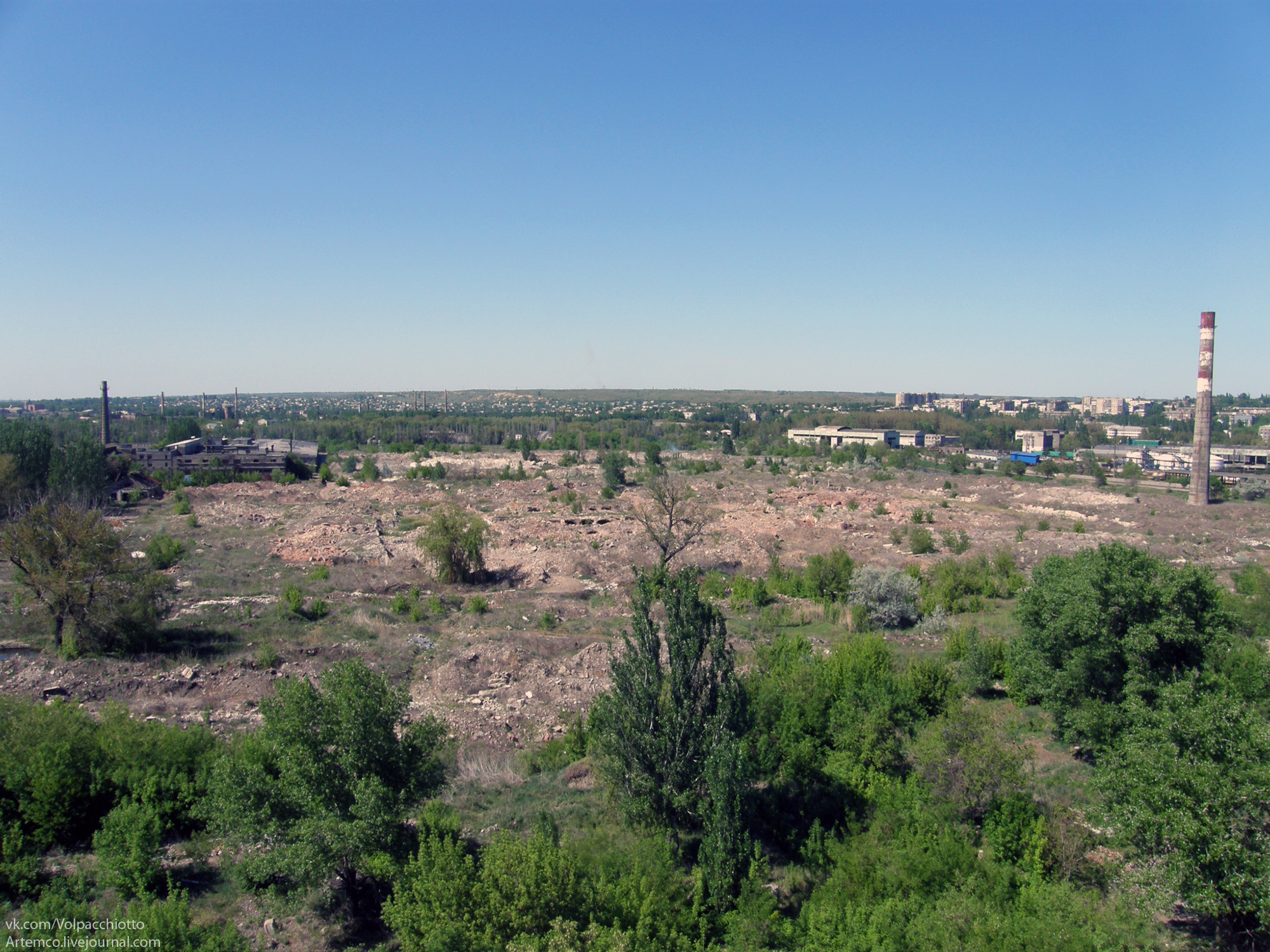
руїни, 2013
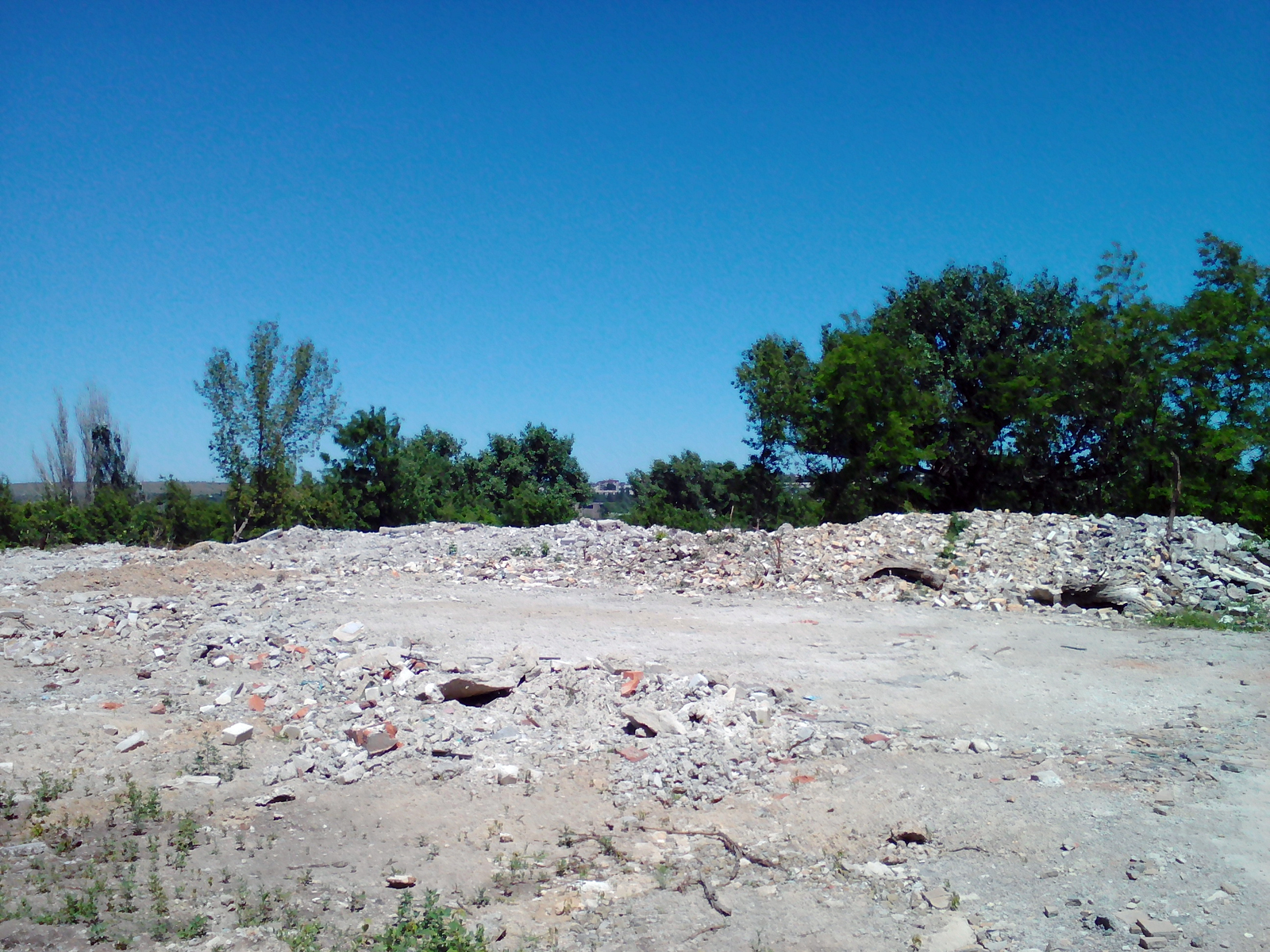
руїни інженерного корпусу, 2018